# Nordine Benamrouche
Nordine Benamrouche est un entraîneur franco-algérien de futsal.
Après un vécu de footballeur amateur, Benamrouche devient entraîneur de futsal au Roubaix FA. Benamrouche structure le club et hisse l'équipe au sommet. Ils remportent le championnat national dès sa création en 2007-2008 et trois Coupes de France. Ces trois victoires offrent le droit à trois participations en Coupe d'Europe.

## Biographie

### Débuts
Nordine Benamrouche débute le football à dix ans à Tourcoing, puis passe à Wattrelos où il fait toutes ses classes. Franco-algérien, il est un footballeur de niveau régional, notamment à Wattrelos, Tourcoing ou encore Roubaix.
À l’âge de 17 ans, il se laisse tenter par le futsal, sous l’impulsion de ses amis à Estaimpuis en Belgique. Il continue à y jouer en championnat inter-entreprise et tente l'aventure en D1 belge.
En 2003, il est l'entraîneur d'un club de quartier de Roubaix, l'ASC 3 ponts. Il y débute les formations d'éducateur de football. En 2004, il passe et obtient le brevet d'État « activité physique pour tous » et rejoint le club du Roubaix futsal. « Au début des années 2000, le foot en salle était moins développé en France qu'en Belgique. Après une première expérience de l'autre côté de la frontière, j'ai voulu le développer dans la métropole lilloise », confie Nordine.

### Titres au Roubaix futsal (2004-2011)
Le Roubaix Futsal est fondé et émane notamment de l'AS Trois-Ponts.
Nordine Benamrouche arrive pour l'exercice 2004-2005 et remporte la Coupe nationale dès la première année. Roubaix devient le premier club à représenter la France en Coupe de futsal de l'UEFA. Il intègre la compétition en tour préliminaire.
En 2005-2006, Roubaix est vainqueur d'une seconde Coupe de France consécutive. Le RFA devient le premier club à remporte trois fois la Coupe nationale. De fait, le club se qualifie à nouveau pour la Coupe d'Europe.
Lors de la saison 2006-2007, Roubaix FA et Benamrouche sont champion du Nord-Pas-de-Calais. Ils échouent en demi-finale de la Coupe nationale.
En 2007, la Fédération française de football met en place un Challenge national à l'année, sous forme de championnat. Roubaix FA est retenu pour participer à la première édition 2007-2008. Sur cet exercice, le club est vice-champion du Nord-Pas-de-Calais et réalise le doublé Coupe de France-Challenge national. Benamrouche devient le premier entraîneur champion de France. Vainqueur la Coupe de France la saison précédente, le club gagne le droit de jouer en Coupe de l'UEFA 2007-2008 (en). C'est la quatrième année que la France joue la compétition, la troisième pour Roubaix qui n'a alors jamais passé le tour préliminaire. Les joueurs de Nordine Benamrouche passent pour la première fois ce tour, en remportant leur groupe à Villeneuve-d'Ascq, et se qualifient pour le tour principal de la compétition en Roumanie.
Nordine continue à se former en obtient, en 2008, son brevet d'État spécialité football ainsi qu'un diplôme européen de futsal passé à Bruxelles. Son parcours ne laisse pas insensible la Ligue du Nord-Pas-de-Calais de football qui lui propose d'intégrer la commission régionale de futsal. Il anime les premières formations futsal de la Ligue et devient adjoint puis entraîneur, pendant deux ans, de la sélection Nord-Pas-de-Calais,.
En Challenge national 2008-2009, le RFA termine troisième de la poule A. Cette performance leur permet d'être retenu pour le nouveau Championnat de France mis en place par la FFF la saison suivante. Pour le premier Championnat de France 2009-2010, Roubaix termine troisième du groupe A à onze points de la première place qualificative pour la finale. Sur la saison 2010-2011, l'équipe finit le championnat en septième position de la poule A, à seulement trois points de la relégation en régional. Benamrouche quitte alors le club,.
Après sept saisons passées sur le banc, Nordine Benamrouche devient directeur sportif du club pour la saison 2011-2012.

### Expériences successives (depuis 2011)
Fin 2011, Benamrouche s'engage avec le club de Douai Gayant,. En 2013-2014, le club intègre la nouvelle Division 2 nationale dont il remporte la poule Nord. Promu en D1 la saison suivante, l'équipe termine seconde de la phase régulière et s'incline en demi-finale de play-off pour sa première saison dans l'élite.
Benamrouche quitte le Douai en décembre 2015, en cours de saison, pour entraîner exclusivement le club de football Roubaix-Tourcoing portugais durant un an et demi. Il quitte le club en 2016 sur une relégation de DHR en PH.
Nordine s'engage alors avec le Garges Djibson ASC. Dès la première saison, l'équipe est championne de France, second titre pour l'entraîneur. En octobre 2017, le groupe dispute la Coupe de l'UEFA mais Garges ne parvient pas à sortir de sa poule. Au terme de cette saison 2017-2018 qui prend fin en demi-finale de D1, Benamrouche décide de quitter le club, à cause des aller-retours depuis Wattrelos (Nord) où il vit et travaille comme coordinateur de la structure jeunesse.
En janvier 2019, Nordine Benamrouche s'engage avec le Roubaix AFS, alors sixième de Division 1.
Pour la saison 2019-2020, il quitte le Nord et revient entraîner Garges.

## Palmarès
- Championnat de France (2)
  - Champion : 2008 avec Roubaix et 2017 avec Garges

- Coupe de France (3)
  - Vainqueur : 2005, 2006 et 2008 avec Roubaix